# Jabłonowski II
Jabłonowski II (Jabłonowski Książę) – polski herb książęcy, odmiana herbu Prus III. Herb własny rodziny Jabłonowskich.

## Opis herbu

### Opis historyczny
Juliusz Ostrowski blazonuje herb następująco:

Na tarczy pięciodzielnej w polu I czerwonem – półtora krzyża srebrnego bez dolnego prawego ramienia (Prus I), w II dwudzielnem z prawej czerwonem z lewej błękitnem – kosa z półpodkową tworzące bark, na którym srebrne półtora krzyża bez prawego dolnego ramienia (Prus II), w IIl czerwonem – dwie kosy barkami na zewnątrz ostrzami do góry skrzyżowane (Kosy); w IV błękitnem – złota noga zbrojna zgięta w kolanie piętą w prawo do góry (Złotogoleńczyk); w V – mitrą książęcą nakrytem srebrnem – orzeł czarny z tarczą na piersiach, w ukośną szachownicę czerwono-srebrną. Nad tarczą trzy hełmy, w pierwszym z koroną hrabiowską – ręka złota zbrojna z mieczem, w drugim z mitrą – dwugłowy orzeł czarny ukoronowany, w trzecim z koroną hrabiowską – noga zbrojna złota zgięta w kolanie piętą w prawo do góry. Labry czerwone podbite srebrem. Wszystko okryte płaszczem książęcym z daszkiem ozdobnym u szczytu.

### Opis współczesny
Opis skonstruowany współcześnie brzmi następująco:
Tarcza dzielona w krzyż z polem sercowym. W tarczy sercowej, srebrnej, nakrytej mitrą książęcą, orzeł czarny o orężu złotym, na piersi z tarczą w romby srebrno-błękitne w skos w pięć rzędów (herb Bawarii); w polu I, czerwonym, półtora krzyża srebrnego (Prus I); w polu II, dwudzielnym w słup, z prawej czerwonym kosa srebrna, z lewej błękitnym połupodkowa srebrna, nad nimi półtorakrzyż srebrny (Prus III); w polu III, czerwonym, dwie wilczekosy srebrne złączone w dole (zmodyfikowany Prus II); w polu IV, błękitnym, noga zbrojna, zgięta w kolanie z ostrogą ku górze, stopa w prawo (Złotogoleńczyk).
Nad tarczą trzy klejnoty: klejnot I: na mitrze książęcej orzeł dwugłowy, czarny; klejnot II: na koronie dziewięcioperłowej ramię zbrojne; klejnot III: na koronie dziewięciperłowej noga zbrojna jak w tarczy.
Labry herbowe na hełmie I i II czerwone, podbite srebrem; na hełmie III błękitne, podbite srebrem. Całość okryta namiotem heraldycznym czerwonym, podbitym gronostajem i przesznurowanym na bokach.
Całość otacza płaszcz heraldyczny, podbity gronostajem.

## Geneza
Juliusz Ostrowski twierdzi, że Józef Aleksander Jabłonowski i jego stryjeczni bracia; Stanisław, Jan i Dymitr otrzymali godność książęcą Świętego Cesarstwa Rzymskiego od Karola VII w dniu 30 kwietnia 1744 roku − uznaną w Austrii 14 listopada 1820 roku i 18 marca 1827 roku (na co dyplom 18 marca 1827 roku w Austrii), w Rosji zaś uznaną 29 marca 1844 roku. Tę samą informację zawarł Adam Boniecki w swoim Herbarzu Polskim.
W swoim dziele, Sławomir Górzyński podaje dwa wizerunki herbu Jabłonowski. Według niego, pierwszy z herbów Jabłonowski miał zostać nadany 25 maja 1743 roku w Galicji z tytułem książęcym (niem. fürst) Józefowi Aleksandrowi Jabłonowskiem. Józef był wcześniej hrabią polskim, właścicielem księstwa ostrogskiego oraz wielu innych dóbr, będąc przy tym spokrewnionym z wieloma domami panujących. Dyplom z tytułem i takim samym herbem otrzymał 30 kwietnia 1744 Stanisław Jabłonowski. Rozszerzony herb natomiast otrzymać miał 4 lipca 1744 Jan Jabłonowski, hrabia i baron na Ostrogu, zasłużony w walkach z Turkami, urzędnik koronny.

## Herbowni
Informacje na temat herbownych w artykule sporządzone zostały na podstawie wiarygodnych źródeł, zwłaszcza klasycznych i współczesnych herbarzy. Należy jednak zwrócić uwagę na częste zjawisko przypisywania rodom szlacheckim niewłaściwych herbów, szczególnie nasilone w czasie legitymacji szlachectwa przed zaborczymi heroldiami, co zostało następnie utrwalone w wydawanych kolejno herbarzach. Identyczność nazwiska nie musi oznaczać przynależności do danego rodu herbowego. Przynależność taką mogą bezspornie ustalić wyłącznie badania genealogiczne.
Pełne listy herbownych nie są dziś możliwe do odtworzenia, także ze względu na zniszczenie i zaginięcie wielu akt i dokumentów w czasie II wojny światowej (m.in. w czasie powstania warszawskiego w 1944 spłonęło ponad 90% zasobu Archiwum Głównego w Warszawie, gdzie przechowywana była większość dokumentów staropolskich). Nazwisko znajdujące się w artykule pochodzi z Herbarza polskiego, Tadeusza Gajla. Występowanie danego nazwiska w artykule nie musi oznaczać, że konkretna rodzina pieczętowała się herbem Jabłonowski. Często te same nazwiska są własnością wielu rodzin reprezentujących wszystkie stany dawnej Rzeczypospolitej, tj. chłopów, mieszczan, szlachtę. Herb Jabłonowski jest herbem własnym, wiec do jego używania uprawniona jest zaledwie jedna rodzina: Jabłonowscy.